# Pals (Girona)

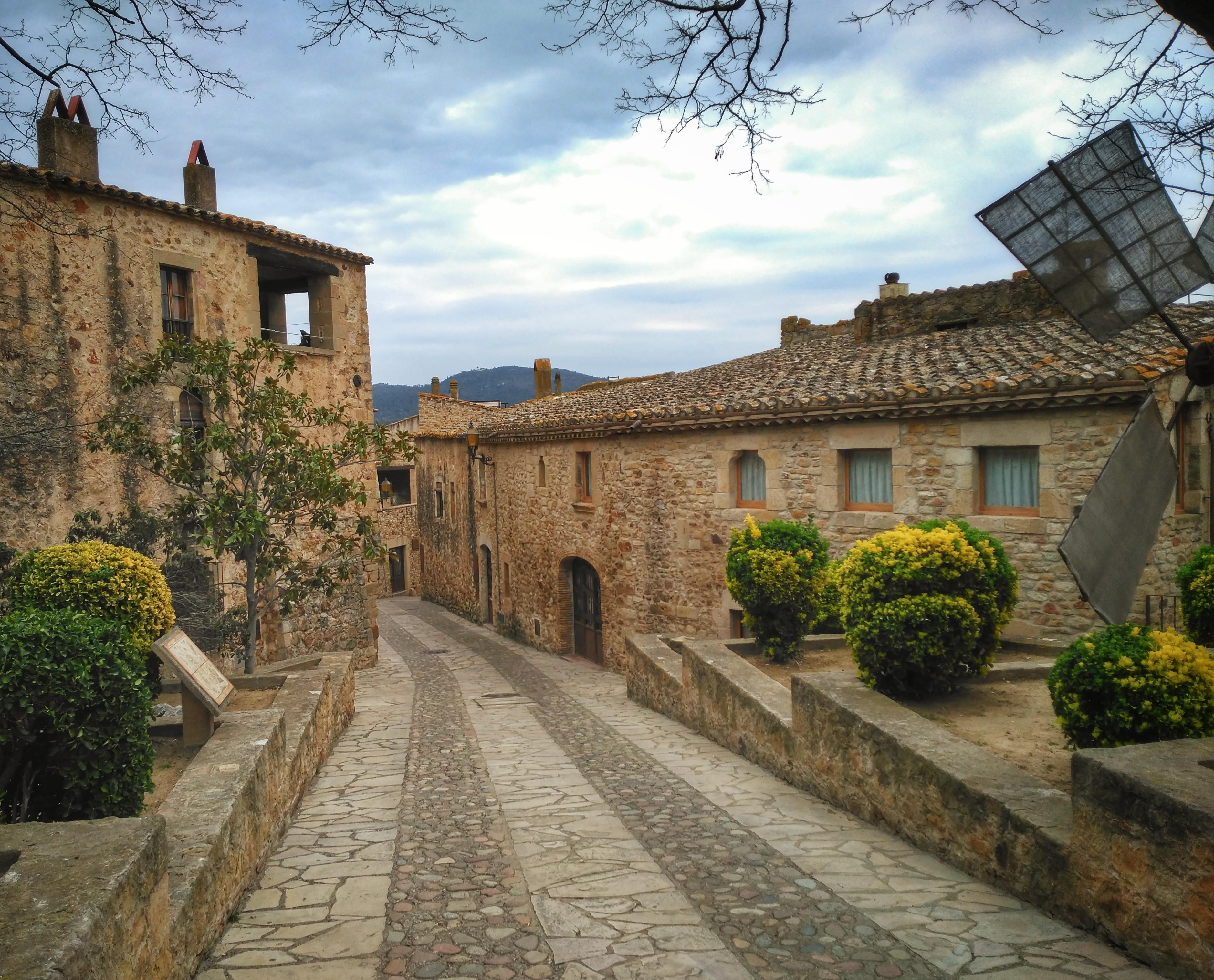
Innenstadt von Pals

Pals ist eine Gemeinde in der autonomen Region Katalonien in Spanien in der Provinz Girona, 105 Kilometer nordöstlich von Barcelona. Sie umfasst die drei Ortschaften Pals, Els Masos de Pals und Sa Punta (Platja de Pals).

## Beschreibung
Der Name Pals stammt aus dem lateinischen palus und bedeutet Sumpfgebiet. Dies deutet darauf hin, dass Pals vor längerer Zeit von Seen und Sümpfen umgeben war.
Die auf einem Hügel erbaute mittelalterliche Altstadt, die Vila Vela, steht unter Denkmalschutz. Während des spanischen Bürgerkrieges wurde der mittelalterliche Stadtkern von franquistischen Truppen bombardiert und vollständig zerstört.  Ab 1950 begann auf Initiative des Arztes Pi i Figueras und des Bürgermeisters Pere Servia i Canto der Wiederaufbau des Städtchens, welches sich dadurch allmählich zu einer touristischen Attraktion ersten Ranges entwickelte.
Bei Sa Punta beginnt ein etwa 10 Kilometer langer Sandstrand, welcher, unterbrochen von der Mündung des Ter, bis L’Estartit reicht.

## Sendeanlage Pals
Entlang des Strandes stand eine 12 Masten umfassende Antennenanlage, die von 1959 bis 2001 von Radio Liberty als Sendeanlage genutzt wurde. Am 22. März 2006 wurden diese Sendemasten gesprengt. Das Gebiet der ehemaligen Senderanlage steht heute unter Naturschutz.

## Persönlichkeiten
- Oriol Servià (* 1974), spanischer Rennfahrer